# Outsourced – Auf Umwegen zum Glück
Outsourced – Auf Umwegen zum Glück (Originaltitel: Outsourced) ist eine US-amerikanische romantische Filmkomödie aus dem Jahr 2006.

## Handlung
Todd Anderson leitet ein Callcenter in Seattle. Die Firma vertreibt diverse amerikanisch-patriotische Kitschprodukte. Sein Chef Dave eröffnet ihm, dass das Callcenter aus Kostengründen nach Indien ausgelagert werden soll. Todd soll die indischen Mitarbeiter einarbeiten und auf ein amerikanisches Leistungsniveau bringen. Todd fliegt nach Mumbai und stürzt in eine für ihn fremde und chaotische Welt. Sein engster Mitarbeiter ist Puro, der in der Kleinstadt Gharapuri das Callcenter bereits aufgebaut hat. Die indischen Mitarbeiter erledigen ihre Telefonverkaufsgespräche in einem Durchschnitt von 12 Minuten. Todd soll sie auf einen Durchschnitt von 6 Minuten bringen. Zunächst versucht Todd, den Indern die amerikanische Kultur und Mentalität näherzubringen. Die Inder sollen am Telefon als Amerikaner erscheinen, da Amerikaner gerade patriotische Artikel nur ungern im Ausland bestellen. Dieses Unterfangen scheitert.
Einzig Asha scheint talentiert genug, um den Vorstellungen Todds zu genügen. Sie schafft es, ihn davon zu überzeugen, dass er zunächst die indische Mentalität und Kultur begreifen müsse. Auf einer Geschäftsreise verbringen die beiden eine Nacht miteinander. Doch das Paar hat kaum Aussicht auf Zukunft, da Asha bereits seit ihrem vierten Lebensjahr als Ehefrau versprochen ist. Sie versuchen dennoch so viel Zeit wie möglich miteinander zu verbringen. Gemeinsam schaffen sie es schließlich auch das Arbeitsniveau auf die verlangten 6 Minuten zu drücken. Eines Tages erscheint jedoch Dave aus Seattle. Er ist hocherfreut über Todds Leistung, verkündet ihm jedoch, dass das Callcenter wegen der noch billigeren Löhne nach China verlegt wird. Todd soll nach Shanghai, um dort eine ähnliche Leistungssteigerung zu erreichen. Er weigert sich jedoch die Stelle anzunehmen. Stattdessen erhält Puro den Job in China, während Todd nach Seattle zurückkehrt. Der Film endet, als er in seiner alten Wohnung einen Anruf von Asha erhält.

## Kritiken
„Der Film löst den durchaus kritischen Blick auf Ausbeutung und Globalisierung in einem romantischen "Bildungsroman" auf, in dem der Protagonist lernt, sich für eine andere Kultur zu öffnen.“

Die Deutsche Film- und Medienbewertung FBW in Wiesbaden verlieh dem Film das Prädikat besonders wertvoll.

## Sonstiges
- 2010 startete auf dem amerikanischen Fernsehsender NBC eine 2011 wieder abgesetzte Serienumsetzung des Films.[3]